# Golden Globe voor beste film - drama
De Golden Globe voor beste film - drama (Best Motion Picture - Drama) is een jaarlijkse filmprijs van de Hollywood Foreign Press Association (HFPA). Het is een van de belangrijkste Golden Globes. Enkel dramafilms komen in aanmerking voor deze prijs, de overige films komen in de categorie Golden Globe voor beste film - musical of komedie aan bod. De categorieën zijn gesplitst vanaf de negende uitreiking, voor films uit 1951, en werden voor eenmaal herenigd voor films uit 1953. Voor de splitsing werd de categorie aangeduid als beste film (Best Picture). De winnaars en genomineerden voor die categorie zijn hier vermeld.

## Winnaars en genomineerden
De winnaar staat bovenaan in vette letters, de overige genomineerden staan eronder in alfabetische volgorde.

### 1943-1949
- 1943 (1e): The Song of Bernadette
- 1944 (2e): Going My Way
- 1945 (3e): The Lost Weekend
- 1946 (4e): The Best Years of Our Lives
- 1947 (5e): Gentleman's Agreement
- 1948 (6e): Johnny Belinda & The Treasure of the Sierra Madre
- 1949 (7e): All the King's Men
  - Come to the Stable

### 1950-1959
- 1950 (8e): Sunset Boulevard
  - All About Eve
  - Born Yesterday
  - Cyrano de Bergerac
  - Harvey
- 1951 (9e): A Place in the Sun
  - Bright Victory
  - Detective Story
  - Quo Vadis
  - A Streetcar Named Desire
- 1952 (10e): The Greatest Show on Earth
  - Come Back, Little Sheba
  - The Happy Time
  - High Noon
  - The Thief
- 1953 (11e): The Robe
- 1954 (12e): On the Waterfront
- 1955 (13e): East of Eden
- 1956 (14e): Around the World in 80 Days
  - Giant
  - Lust for Life
  - The Rainmaker
  - War and Peace
- 1957 (15e): The Bridge on the River Kwai
  - Sayonara
  - 12 Angry Men
  - Wild Is the Wind
  - Witness for the Prosecution
- 1958 (16e): The Defiant Ones
  - Cat on a Hot Tin Roof
  - Home Before Dark
  - I Want to Live!
  - Separate Tables
- 1959 (17e): Ben-Hur
  - Anatomy of a Murder
  - The Diary of Anne Frank
  - The Nun's Story
  - On the Beach

### 1960-1969
- 1960 (18e): Spartacus
  - Elmer Gantry
  - Inherit the Wind
  - Sons and Lovers
  - Sunrise at Campobello
- 1961 (19e): The Guns of Navarone
  - El Cid
  - Fanny
  - Judgment at Nuremberg
  - Splendor in the Grass
- 1962 (20e): Lawrence of Arabia
  - The Chapman Report
  - Days of Wine and Roses
  - Freud
  - Hemingway's Adventures of a Young Man
  - Lisa
  - The Longest Day
  - The Miracle Worker
  - Mutiny on the Bounty
  - To Kill a Mockingbird
- 1963 (21e): The Cardinal
  - America, America
  - Captain Newman, M.D.
  - The Caretakers
  - Cleopatra
  - The Great Escape
  - Hud
  - Lilies of the Field
- 1964 (22e): Becket
  - The Chalk Garden
  - Dear Heart
  - The Night of the Iguana
  - Zorba the Greek
- 1965 (23e): Doctor Zhivago
  - The Collector
  - The Flight of the Phoenix
  - A Patch of Blue
  - Ship of Fools
- 1966 (24e): A Man for All Seasons
  - Born Free
  - The Professionals
  - The Sand Pebbles
  - Who's Afraid of Virginia Woolf?
- 1967 (25e): In the Heat of the Night
  - Bonnie and Clyde
  - Far from the Madding Crowd
  - Guess Who's Coming to Dinner
  - In Cold Blood
- 1968 (26e): The Lion in Winter
  - Charly
  - The Fixer
  - The Heart Is a Lonely Hunter
  - The Shoes of the Fisherman
- 1969 (27e):  Anne of the Thousand Days
  - Butch Cassidy and the Sundance Kid
  - Midnight Cowboy
  - The Prime of Miss Jean Brodie
  - They Shoot Horses, Don't They?

### 1970-1979
- 1970 (28e): Love Story
  - Airport
  - Five Easy Pieces
  - I Never Sang for My Father
  - Patton
- 1971 (29e): The French Connection
  - A Clockwork Orange
  - The Last Picture Show
  - Mary, Queen of Scots
  - Summer of '42
- 1972 (30e): The Godfather
  - Deliverance
  - Frenzy
  - The Poseidon Adventure
  - Sleuth
- 1973 (31e): The Exorcist
  - Cinderella Liberty
  - The Day of the Jackal
  - Last Tango in Paris
  - Save the Tiger
  - Serpico
- 1974 (32e): Chinatown
  - The Conversation
  - Earthquake
  - The Godfather Part II
  - A Woman Under the Influence
- 1975 (33e): One Flew Over the Cuckoo's Nest
  - Barry Lyndon
  - Dog Day Afternoon
  - Jaws
  - Nashville
- 1976 (34e): Rocky
  - All the President's Men
  - Bound for Glory
  - Network
  - Voyage of the Damned
- 1977 (35e): The Turning Point
  - Close Encounters of the Third Kind
  - I Never Promised You a Rose Garden
  - Julia
  - Star Wars
- 1978 (36e): Midnight Express
  - Coming Home
  - Days of Heaven
  - The Deer Hunter
  - An Unmarried Woman
- 1979 (37e): Kramer vs. Kramer
  - Apocalypse Now
  - The China Syndrome
  - Manhattan
  - Norma Rae

### 1980-1989
- 1980 (38e): Ordinary People
  - The Elephant Man
  - The Ninth Configuration
  - Raging Bull
  - The Stunt Man
- 1981 (39e): On Golden Pond
  - The French Lieutenant's Woman
  - Prince of the City
  - Ragtime
  - Reds
- 1982 (40e): E.T. the Extra-Terrestrial
  - Missing
  - An Officer and a Gentleman
  - Sophie's Choice
  - The Verdict
- 1983 (41e): Terms of Endearment
  - Reuben, Reuben
  - The Right Stuff
  - Silkwood
  - Tender Mercies
- 1984 (42e): Amadeus
  - The Cotton Club
  - The Killing Fields
  - Places in the Heart
  - A Soldier's Story
- 1985 (43e): Out of Africa
  - The Color Purple
  - Kiss of the Spider Woman
  - Runaway Train
  - Witness
- 1986 (44e): Platoon
  - Children of a Lesser God
  - The Mission
  - Mona Lisa
  - A Room with a View
  - Stand by Me
- 1987 (45e): The Last Emperor
  - Cry Freedom
  - Empire of the Sun
  - Fatal Attraction
  - La Bamba
  - Nuts
- 1988 (46e): Rain Man
  - The Accidental Tourist
  - A Cry in the Dark
  - Gorillas in the Mist
  - Mississippi Burning
  - Running on Empty
  - The Unbearable Lightness of Being
- 1989 (47e): Born on the Fourth of July
  - Crimes and Misdemeanors
  - Dead Poets Society
  - Do the Right Thing
  - Glory

### 1990-1999
- 1990 (48e): Dances with Wolves
  - Avalon
  - The Godfather Part III
  - GoodFellas
  - Reversal of Fortune
- 1991 (49e): Bugsy
  - JFK
  - The Prince of Tides
  - The Silence of the Lambs
  - Thelma & Louise
- 1992 (50e): Scent of a Woman
  - The Crying Game
  - A Few Good Men
  - Howards End
  - Unforgiven
- 1993 (51e): Schindler's List
  - The Age of Innocence
  - In the Name of the Father
  - The Piano
  - The Remains of the Day
- 1994 (52e): Forrest Gump
  - Legends of the Fall
  - Nell
  - Pulp Fiction
  - Quiz Show
- 1995 (53e): Sense and Sensibility
  - Apollo 13
  - Braveheart
  - The Bridges of Madison County
  - Leaving Las Vegas
- 1996 (54e): The English Patient
  - Breaking the Waves
  - The People vs. Larry Flynt
  - Secrets & Lies
  - Shine
- 1997 (55e): Titanic
  - Amistad
  - The Boxer
  - Good Will Hunting
  - L.A. Confidential
- 1998 (56e): Saving Private Ryan
  - Elizabeth
  - Gods and Monsters
  - The Horse Whisperer
  - The Truman Show
- 1999 (57e): American Beauty
  - The End of the Affair
  - The Hurricane
  - The Insider
  - The Talented Mr. Ripley

### 2000-2009
- 2000 (58e): Gladiator
  - Billy Elliot
  - Erin Brockovich
  - Sunshine
  - Traffic
  - Wonder Boys
- 2001 (59e): A Beautiful Mind
  - In the Bedroom
  - The Lord of the Rings: The Fellowship of the Ring
  - The Man Who Wasn't There
  - Mulholland Dr.
- 2002 (60e): The Hours
  - About Schmidt
  - Gangs of New York
  - The Lord of the Rings: The Two Towers
  - The Pianist
- 2003 (61e): The Lord of the Rings: The Return of the King
  - Cold Mountain
  - Master and Commander: The Far Side of the World
  - Mystic River
  - Seabiscuit
- 2004 (62e): The Aviator
  - Closer
  - Finding Neverland
  - Hotel Rwanda
  - Kinsey
  - Million Dollar Baby
- 2005 (63e): Brokeback Mountain
  - The Constant Gardener
  - Good Night, and Good Luck
  - A History of Violence
  - Match Point
- 2006 (64e): Babel
  - Bobby
  - The Departed
  - Little Children
  - The Queen
- 2007 (65e): Atonement
  - American Gangster
  - Eastern Promises
  - The Great Debaters
  - Michael Clayton
  - No Country for Old Men 
  - There Will Be Blood
- 2008 (66e): Slumdog Millionaire
  - The Curious Case of Benjamin Button
  - Frost/Nixon
  - The Reader
  - Revolutionary Road
- 2009 (67e): Avatar
  - The Hurt Locker
  - Inglourious Basterds
  - Precious: Based on the Novel "Push" by Sapphire
  - Up in the Air

### 2010-2019
- 2010 (68e): The Social Network
  - Black Swan
  - The Fighter
  - Inception
  - The King's Speech
- 2011 (69e): The Descendants
  - The Help
  - Hugo
  - The Ides of March
  - Moneyball
  - War Horse
- 2012 (70e): Argo
  - Django Unchained
  - Life of Pi
  - Lincoln
  - Zero Dark Thirty
- 2013 (71e): 12 Years a Slave
  - Captain Phillips
  - Gravity
  - Philomena
  - Rush
- 2014 (72e): Boyhood
  - Foxcatcher
  - The Imitation Game
  - Selma
  - The Theory of Everything
- 2015 (73e): The Revenant
  - Carol
  - Mad Max: Fury Road
  - Room
  - Spotlight
- 2016 (74e): Moonlight
  - Hacksaw Ridge
  - Hell or High Water
  - Lion
  - Manchester by the Sea
- 2017 (75e): Three Billboards Outside Ebbing, Missouri
  - Call Me by Your Name
  - Dunkirk
  - The Post
  - The Shape of Water
- 2018 (76e): Bohemian Rhapsody
  - BlacKkKlansman
  - Black Panther
  - If Beale Street Could Talk
  - A Star Is Born
- 2019 (77e): 1917
  - The Irishman
  - Joker
  - Marriage Story
  - The Two Popes

### 2020-2029
- 2020 (78e): Nomadland
  - The Father
  - Mank
  - Promising Young Woman
  - The Trial of the Chicago 7
- 2021 (79e): The Power of the Dog
  - Belfast
  - CODA
  - Dune
  - King Richard
- 2022 (80e): The Fabelmans
  - Avatar: The Way of Water
  - Elvis
  - Tár
  - Top Gun: Maverick
- 2023 (81e): Oppenheimer
  - Anatomy of a Fall
  - Killers of the Flower Moon
  - Maestro
  - Past Lives
  - The Zone of Interest